# Dolittle (film)
Dolittle è un film del 2020 diretto da Stephen Gaghan.
Basato su John Dolittle, protagonista della serie di romanzi dello scrittore britannico Hugh Lofting.
Il film è stato distribuito nelle sale cinematografiche a gennaio 2020, ed è stato accolto da recensioni universalmente negative da parte della critica.

## Trama
Il Dr. John Dolittle è un veterinario che può parlare con gli animali e loro possono parlare a lui. La sua fama ha conquistato tutta l'Inghilterra, compresa la regina che come segno di ammirazione gli ha donato una magione con una riserva annessa dove accogliere e curare tutti gli animali. Assieme alla sua amata moglie, l'esploratrice Lily, i due salvano tanti animali che diventeranno parte della sua famiglia, tra cui: il pappagallo (femmina) Polynesia, il pauroso gorilla Chee-Chee, il freddoloso orso polare Yoshi, la volpe Tutu, l'anatra Dab-Dab, il cane miope Jip, lo struzzo Plimpton e la giraffa Betsy. Purtroppo dopo che sua moglie muore in mare durante una spedizione, Dolittle si chiude in se stesso e si confina nella casa sua assieme ai suoi animali, non desiderando più alcun contatto con altri umani.
Un giorno, un ragazzo di nome Tommy Stubbins, durante una battuta di caccia con suo zio, spara e ferisce accidentalmente uno scoiattolo di nome Kevin; non volendo porre fine alla sua vita viene avvicinato da Poly che lo conduce nella casa di Dolittle a cui vuole chiedere aiuto. Tommy resta affascinato dal modo in cui Dolittle e suoi animali interagiscono tra di loro e decide di imparare a parlare con gli animali e di diventare l'apprendista del Dottore.
Lo stesso giorno, la regina Vittoria invia la giovane Lady Rose alla riserva con il compito di consegnare un messaggio al Dr. Dolittle: andare a Buckingham Palace per cercare di curarla da una malattia mortale. Inizialmente Dolittle è restio a uscire dalla sua magione, ma dopo essere stato persuaso da Poly che nell'eventualità in cui la regina muoia lui e i suoi animali perderebbero il diritto di vivere nella casa, decide finalmente di andare. Al suo arrivo, scopre che la regina ha ingerito un tipo di erba velenosa conosciuta come "belladonna". Per essere curata, deve mangiare un frutto proveniente da una terra lontana. Anche se sembra che il frutto sia inesistente perché esso nasce dall'Albero dell'Eden che cresce solo su un'isola che non è segnata sulle mappe, tuttavia è deciso a partire, ma prima lascia il suo cane Jip e il suo insetto stecco a palazzo per vegliare sulla Regina.
Dopo la visita a palazzo Dolittle allontana Tommy, ma Poly (l'unica tra tutti gli animali a parlare perfettamente il linguaggio umano) persuade il ragazzo ad accompagnare il dottore nella spedizione e aiutato da Betsy e Tutu riesce a salire sulla nave dove a malincuore Dolittle è costretto ad accettarlo a bordo, così assieme al suo equipaggio di animali salpano.
Lungo la strada, Tommy inizia pian piano a imparare il linguaggio animale impressionando Dolittle e guadagnandosi l'amicizia del resto degli animali, purtroppo la barca di Dolittle viene attaccata dal Dr. Blair Müdfly, vecchio compagno di scuola e rivale di Dolittle, inviata in segreto da Lord Thomas con l'obbiettivo di fermare la ricerca della cura. Fortunatamente riescono a scappare attaccando alla barca un'imbracatura a una balena che riesce a trainarli in salvo, con grande stupore di Müdfly.
Per trovare l'isola Dolittle necessita del diario della sua defunta moglie dove sono indicate le coordinate, ma l'oggetto in questione si trova a Monteverde, un'isola di ladri governata da re Rassouli, suo suocero. Per intrufolarsi si fanno guidare da un gruppo di formiche scassinatrici e da James, una libellula un po' tonta; Tommy riesce a introdursi nelle stanze di Rassouli e a trovare il diario ma a causa della disattenzione di James, viene scoperto e lui e Dolittle vengono rinchiusi in prigione. Tommy viene liberato mentre Dolittle viene messo in gabbia con Barry, una tigre che cerca solo l'approvazione di sua madre e che non vede l'ora di mangiarselo come vendetta per aver interrotto le loro sedute di terapia. Con uno stratagemma Tommy manda James da Poly a cui chiede aiuto e mette in atto un piano per salvare tutti: Yoshi con la dinamite fa saltare il deposito di armi, mentre lei vola ad aiutare il dottore; proprio quando sembra che Dolittle stia per essere mangiato, Chee-Chee entra nella prigione e sconfigge Barry, superando la sua paura. Dolittle e Tommy recuperano il diario e fuggono dal castello, ma il Dr. Müdfly, che è riuscito a raggiungerli, ruba loro il diario e distrugge la loro nave. Dolittle è pronto ad arrendersi, visto che non hanno né la nave né il diario, ma Tommy e i suoi amici animali lo incoraggiano a non arrendersi così Rassouli, che vorrebbe ancora ucciderlo per aver lasciato morire sua figlia, lo risparmia per amore di Lily e offre loro un'imbarcazione con cui proseguire il viaggio. Usando le balene per rintracciare la nave di Blair, la ciurma di Dolittle riesce a tracciare una rotta per l'isola.
Dolittle e compagnia arrivano sull'isola, ma poco dopo essersi addentrati in una delle grotte vengono accerchiati da Müdfly e i suoi uomini. Subito dopo si ritrovano attaccati da Ginko-Who-Soars, un drago sputa-fuoco femmina, guardiano all'Albero dell'Eden. Ginko inizia ad attaccare prima i soldati inglesi bruciandoli vivi e arriva quasi a uccidere Dolittle ma l'uomo, che inizia a parlare la sua lingua, riesce a persuaderla perché capisce che la draghessa sta provando il suo stesso dolore (anche lei ha perduto il suo compagno come Dolittle ha perso sua moglie). Poco dopo il drago si accascia al suolo a causa di un dolore allo stomaco. Dolittle capisce cosa sta facendo del male a Ginko e procede a rimuovere armature, ossa e cornamuse dal suo stomaco (i trasgressori precedentemente mangiati). Ginko, colpita dalla gentilezza e dalla generosità di Dolittle, in segno di riconoscenza mostra a lui e ai suoi amici l'ingresso per il giardino segrete dove si trova l'Albero dell'Eden da cui prendono la cura. Prima di lasciare l'isola Dolittle lascia l'anello suo e di sua moglie sulle radici con cui ha finalmente fatto ammenda.
Di ritorno in corsa verso Londra Dolittle, Tommy e i suoi amici animali riescono ad arrivare in tempo dalla regina a cui somministrano la cura. Tutto sembrerebbe finire lì, ma Dolittle rivela, grazie al suo insetto stecco, una scioccante verità: Lord Thomas ha avvelenato la regina per prendere la corona e la prova della sua colpevolezza è la fiala di "belladonna" in suo possesso. La regina lo fa arrestare e ringrazia Dolittle per averle salvato la vita.
Dolittle riapre le porte del suo santuario, con Tommy che vive lì come suo apprendista e insieme gestiscono la clinica veterinaria.
Una scena durante i titoli di coda mostra Müdfly, finito sul fondo della grotta durante la confusione dello scontro con il drago, che cerca di comunicare con dei pipistrelli, ma questi infastiditi dai suoi assurdi tentativi, si voltano verso di lui e lo attaccano.

## Produzione

### Sviluppo
Nell'agosto 2019, l'Universal Pictures annuncia che il film sarà distribuito con il titolo Dolittle sostituendo il precedente The Voyage of Doctor Dolittle.
Nel gennaio 2020, durante un podcast del The Joe Rogan Experience, Robert Downey Jr. ha rivelato che il personaggio del dottor Dolittle di questo film è ispirato alla figura realmente esistita del medico gallese William Price, un neopagano che credeva di poter comunicare con la natura e di essere la reincarnazione di un druido.

### Riprese
Le riprese sono iniziate a metà febbraio del 2018. Le scene in live action si sono svolte a Kirkby Lonsdale nella contea di Cumbria a maggio 2018; ulteriori riprese si sono svolte a South Forest, nel Windsor Great Park, e sul ponte sospeso sul Menai nel Galles nord-occidentale a giugno 2018.
Nell'aprile 2019, la rivista Hollywood Reporter ha riportato che la pellicola è stata sottoposta a 21 giorni di riprese aggiuntive dopo che sia la casa di produzione che i produttori Susan Downey, Joe Roth e Jeff Kirschenbaum hanno constatato dei problemi legati al tono narrativo generale nella prima versione del progetto. Il regista Jonathan Liebesman ha contribuito a supervisionare le riprese al fianco di Stephen Gaghan, mentre il produttore Chris McKay ha contribuito a scrivere nuovo materiale.

### Colonna sonora
La canzone dei titoli di coda è Original della cantautrice Sia, mentre Danny Elfman ha composto la colonna sonora del film.

## Promozione
Il primo trailer è stato diffuso il 13 ottobre 2019, è disponibile anche in lingua italiana.

## Distribuzione
Il film è stato distribuito nelle sale cinematografiche statunitensi a partire dal 17 gennaio 2020, mentre in Italia dal 30 dello stesso mese.

## Accoglienza

### Incassi
A fronte di un budget di 180 milioni di dollari, il film ne ha incassati oltre 250 milioni a livello globale, di cui circa 77 dalle sale cinematografiche statunitensi.

### Critica
Il film è stato stroncato dalla critica. Il sito aggregatore di recensioni Rotten Tomatoes riporta che solo il 15% delle 243 recensioni professionali ha dato un giudizio positivo sul film, con una valutazione media di 3,85 su 10; il consenso della critica recita: "Dolittle potrebbe essere abbastanza per intrattenere gli spettatori molto giovani, ma meritano di meglio della storia confusa di questo adattamento meccanico e dell'umorismo stantio." Su Metacritic il film detiene una media ponderata di 27 su 100, basato su 41 recensioni.
Courtney Howard, di Variety, lo ha definito un "frenetico, volgare film per bambini" e "ciò che avrebbe dovuto essere un'avventura piena di soggezione si trasforma rapidamente in una terribile, grazie a una formula banale e alla fissazione dei cineasti sulle flatulenze".

## Riconoscimenti
- 2021 - Costume Designers Guild Awards [16]
  - Candidatura per Excellence in Sci-Fi/Fantasy Film a Jenny Beavan
- 2021 - Kids' Choice Award [17]
  - Candidatura al Miglior film
  - Miglior attore cinematografico a Robert Downey Jr.
- 2020 - E! People's Choice Awards [18]
  - Candidatura come Miglior film per famiglie
  - Candidatura come Miglior star maschile a Robert Downey Jr.